# واشینگتن (جورجیا)
واشینگتن، جورجیا (به انگلیسی: Washington, Georgia) یک شهر در ایالات متحده آمریکا با جمعیت ۴٬۲۹۵ نفر است که در جورجیا واقع شده‌است.

## موقعیت جغرافیایی
موقعیت جغرافیایی شهرها و مناطق اطراف به شرح زیر است: